# Grochów (Lubusz)
Pour les articles homonymes, voir Grochów.
Grochów (prononciation : [ˈɡrɔxuf]) est un village polonais de la gmina de Gubin dans le powiat de Krosno Odrzańskie de la voïvodie de Lubusz dans l'ouest de la Pologne.
Il se situe à environ 16 kilomètres à l'est de Gubin (siège de la gmina), 18 kilomètres au sud-ouest de Krosno Odrzańskie (siège de le powiat) et 40 kilomètres à l'ouest de Zielona Góra (siège de la diétine régionale).
Le village comptait approximativement une population de 70 habitants en 2011.

## Histoire
Avant 1945, ce village était sur le territoire de l'Empire allemand dans le Royaume de Prusse dans la province de Brandebourg sous le nom de Grocho (voir Évolution territoriale de la Pologne).
De 1975 à 1998, le village appartenait administrativement à la voïvodie de Zielona Góra.

Depuis 1999, il appartient administrativement à la voïvodie de Lubusz.